# Sanoui
Sanoui är en ort i Burkina Faso.   Den ligger i provinsen Province du Bam och regionen Centre-Nord, i den centrala delen av landet, 90 km norr om huvudstaden Ouagadougou. Sanoui ligger 312 meter över havet och antalet invånare är 738.
Terrängen runt Sanoui är platt. Runt Sanoui är det ganska tätbefolkat, med 100 invånare per kvadratkilometer.. Närmaste större samhälle är Zandkom, 18,0 km väster om Sanoui.
Trakten runt Sanoui består i huvudsak av gräsmarker.